# Hunting High and Low (chanson)
Pistes de Hunting High and Low
Train of Thought The Blue Sky
Hunting High and Low est le single du groupe norvégien A-ha sorti en juin 1986 au Royaume-Uni et en France. C'est le cinquième single et final de l'album du même nom, sa face B est la chanson The Blue Sky.

## Supports
- 45 Tours single (UK)

A. "Hunting High and Low" (remix) - 3:45
B. "The Blue Sky" (demo version) - 3:12
- Maxi 45 Tours Vinyl single (UK)

A. "Hunting High and Low" (extended version) - 6:03
B1. "Hunting High and Low" (remix) - 3:45
B2. "The Blue Sky" (demo version) - 3:12
- 45 Tours single (USA)

A. "Hunting High and Low" (remix) - 3:45
B. "And You Tell Me" (demo version) - 1:52
- Maxi 45 Tours Vinyl single (USA)

A. "Hunting High and Low" (extended remix) - 6:03
B1. "Train of Thought" (reflection mix) - 7:00
B2. "And You Tell Me" (demo version) - 1:52

## Positions dans lescharts
| Classement (1986)             | Meilleure position |
| ----------------------------- | ------------------ |
| Europe - Hot 100 Singles 1986 | 3                  |
| Norvège                       | 10                 |
| Australie                     | 33                 |
| Autriche                      | 24                 |
| Belgique                      | 20                 |
| Pays-Bas                      | 9                  |
| France                        | 4                  |
| Allemagne de l'Ouest          | 11                 |
| Irlande                       | 4                  |
| Italie                        | 5                  |
| Royaume-Uni                   | 5                  |